# San Martín de Pusa
San Martín de Pusa ist ein Ort und eine zentralspanische Gemeinde (municipio) mit 604 Einwohnern (Stand: 2024) in der Provinz Toledo in der Autonomen Gemeinschaft Kastilien-La Mancha. 

## Lage und Klima
San Martín de Pusa liegt am Nordrand der Montes de Toledo gut 50 km (Fahrtstrecke) westsüdwestlich von Toledo in einer Höhe von ca. 505 m. Das Klima im Winter ist rau, im Sommer dagegen trocken und warm; der eher spärliche Regen fällt – mit Ausnahme der trockenen Sommermonate – übers Jahr verteilt.

## Bevölkerungsentwicklung
| Jahr      | 1970 | 1981 | 1991 | 2001 | 2011 | 2021 |
| Einwohner | 1217 | 741  | 818  | 769  | 847  | 610  |

Aufgrund der Mechanisierung der Landwirtschaft und der Aufgabe von bäuerlichen Kleinbetrieben ist die Einwohnerzahl der Gemeinde seit der Mitte des 20. Jahrhunderts zurückgegangen.

## Sehenswürdigkeiten
- Reste der Burganlage von Santiesteban
- Martinskirche
- Christuskapelle
- Rathaus

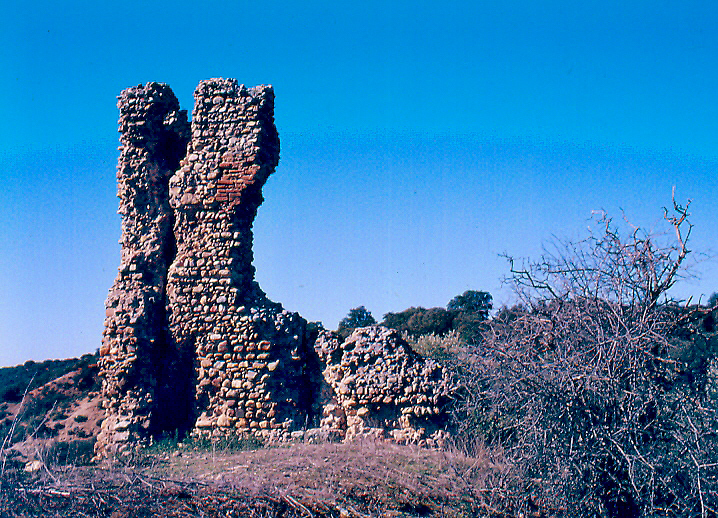
Reste der Burganlage
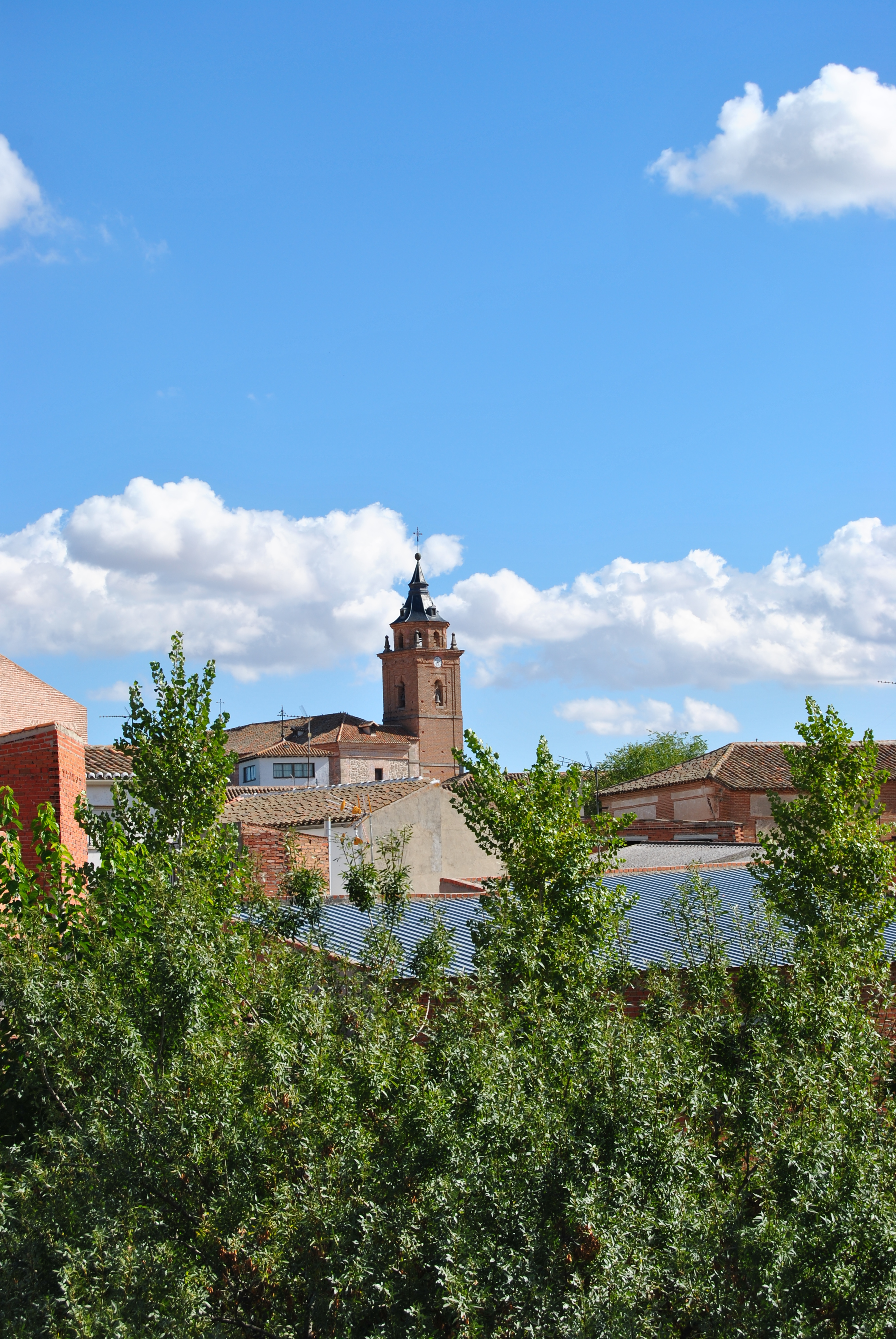
Martinskirche
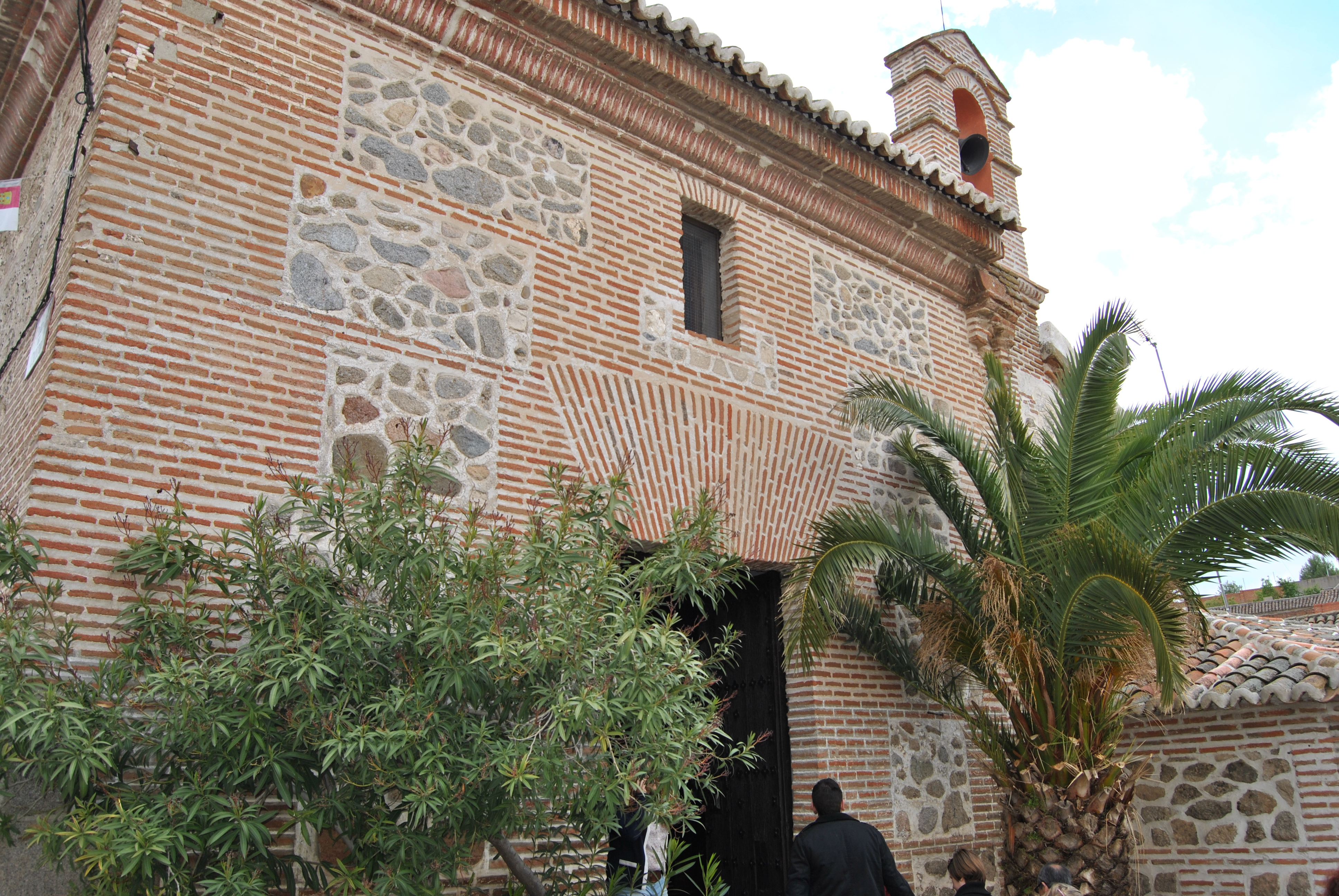
Christuskapelle
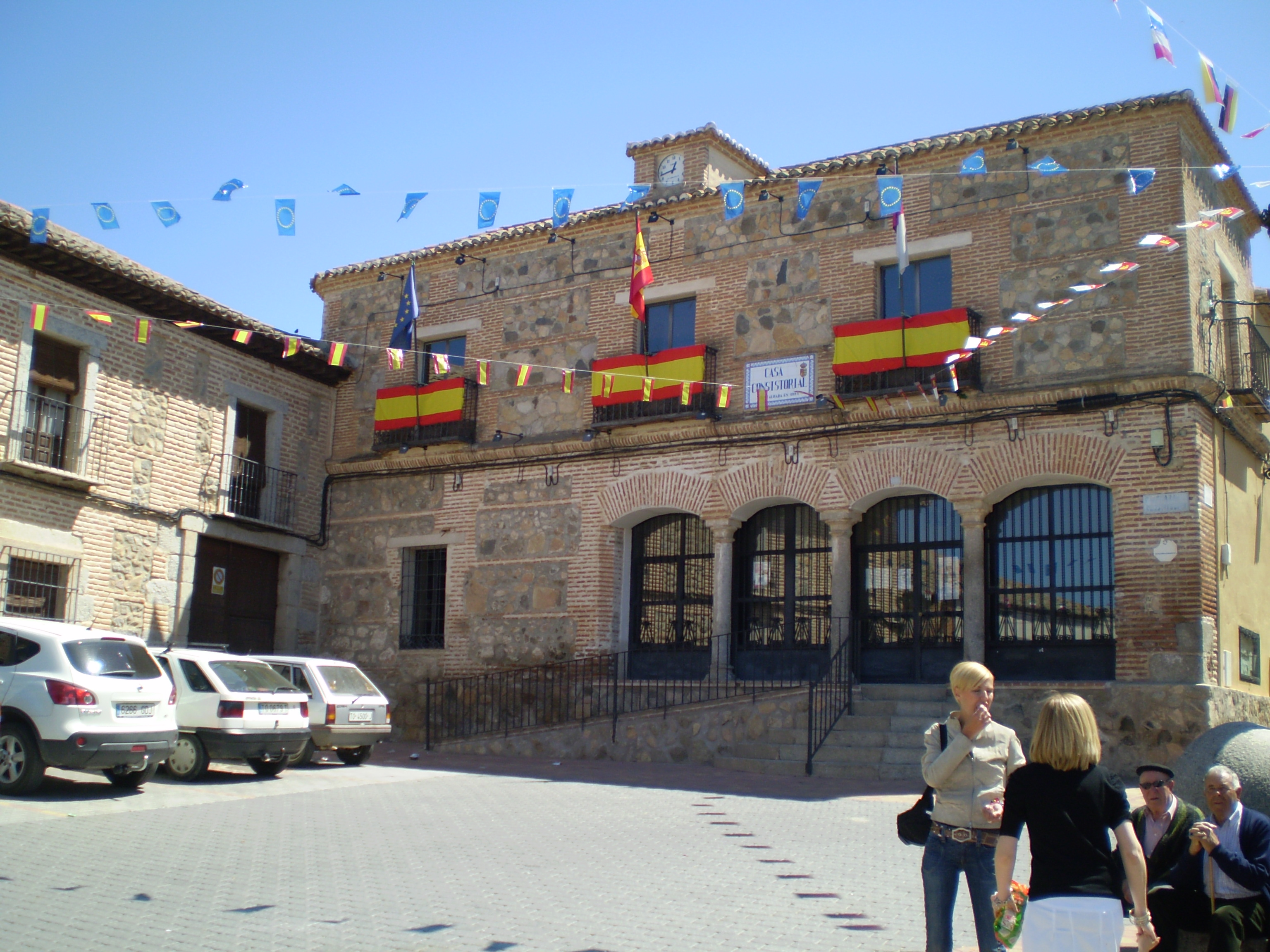
Rathaus